# ساتپایف، قزاقستان
ساتپایف  (به قزاقی: Сәтбаев، ساتباەۆ) شهری در استان اولی‌تاو کشور قزاقستان است که در سرشماری سال ۲۰۰۸ میلادی، ۷۳۸۷۴ نفر جمعیت داشته است و از سال ۱۹۷۳ میلادی به‌عنوان شهر شناخته می‌شده است.